# Coprólito

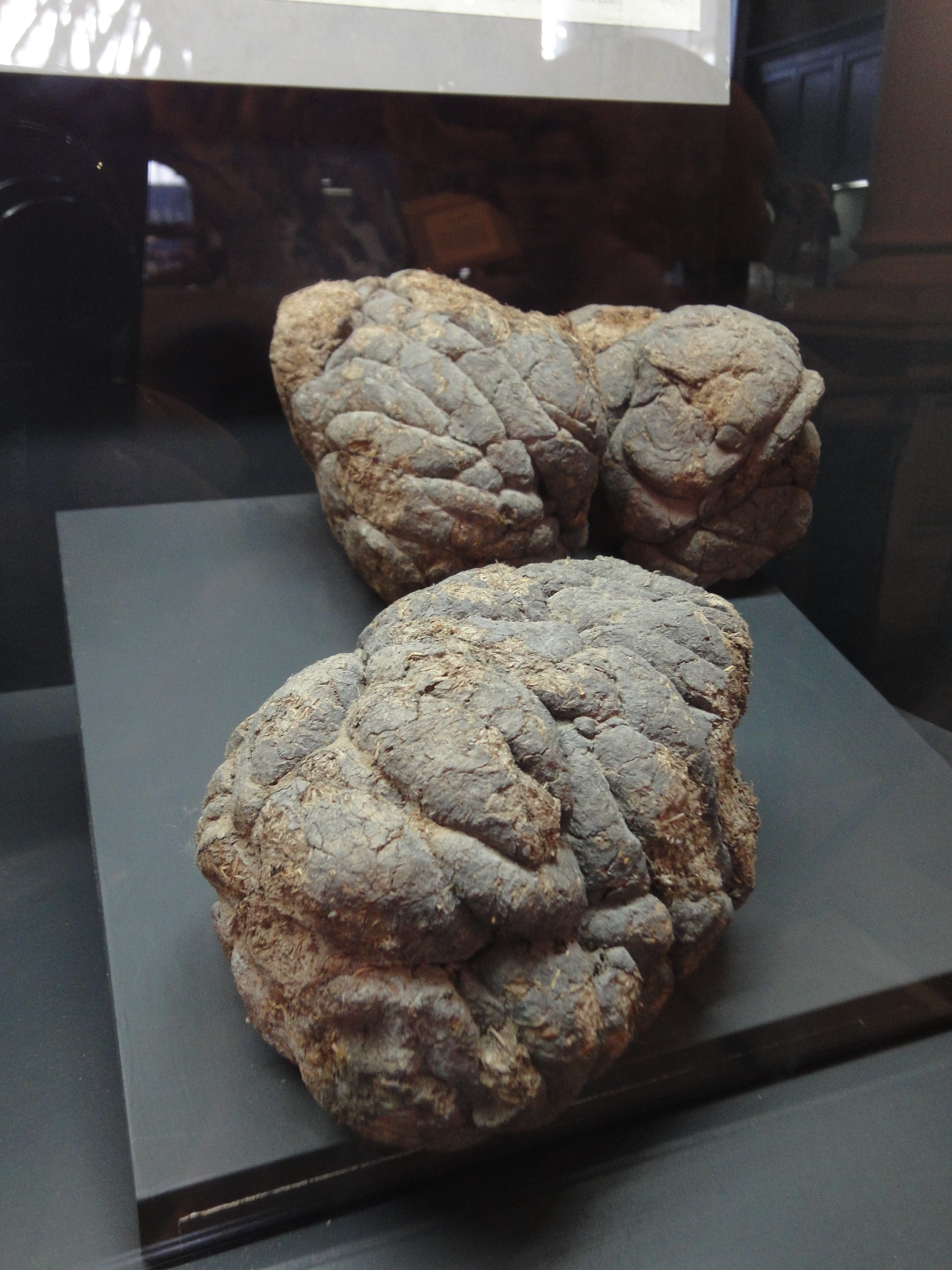
Coprólito de preguiça-gigante encontrado na Patagônia, com mais de 10 mil anos de idade e exposto no museu argentino de La Plata.

Os coprólitos (do grego antigo kopros [excremento] e líthos [pedra]) são fezes conservadas naturalmente pela dessecação ou mineralização (um tipo de processo de fossilização), geralmente provenientes de seres vivos pré-históricos, já extintos. Os coprólitos podem manter vestígios físicos ou mesmo moleculares do que compunha a dieta (e estava presente nos intestinos) dos seres vivos que os originaram.
Os coprólitos que servem de dieta. Por exemplo, restos vegetais, que trarão informações da vegetação do local naquele período geológico; restos de outros animais, no caso das formas carnívoras etc.
Estudando estes fósseis, os cientistas podem recuperar grande parte das informações daquele paleoambiente, podendo estabelecer, até mesmo, parte da cadeia alimentar entre os organismos.
São um dos principais materiais utilizados na pesquisa de paleoparasitologia
A diferenciação entre os coprólitos pode ser realizada de forma comparativa de formato ou conteúdo. Os coprólitos de forma ovóide caracterizados pela maior variação do tamanho, gretas e estruturas vegetais confirmam aspectos de afinidade com excrementos de animais herbívoros. As formas cilíndricas de peso e tamanho mais uniformes são caracterizadas pelo alto grau de compactação interna, relacionando estes excrementos como provenientes de seres carnívoros ou onívoros.

Os coprólitos também auxiliam na pesquisa de helmintos, protozoários, bactérias e até mesmo vírus que ocorreram no passado, pois através de sua análise direta (Microscopia) e técnicas de biologia molecular podemos detectar esses agentes e correlacioná-los com possíveis doenças da época.

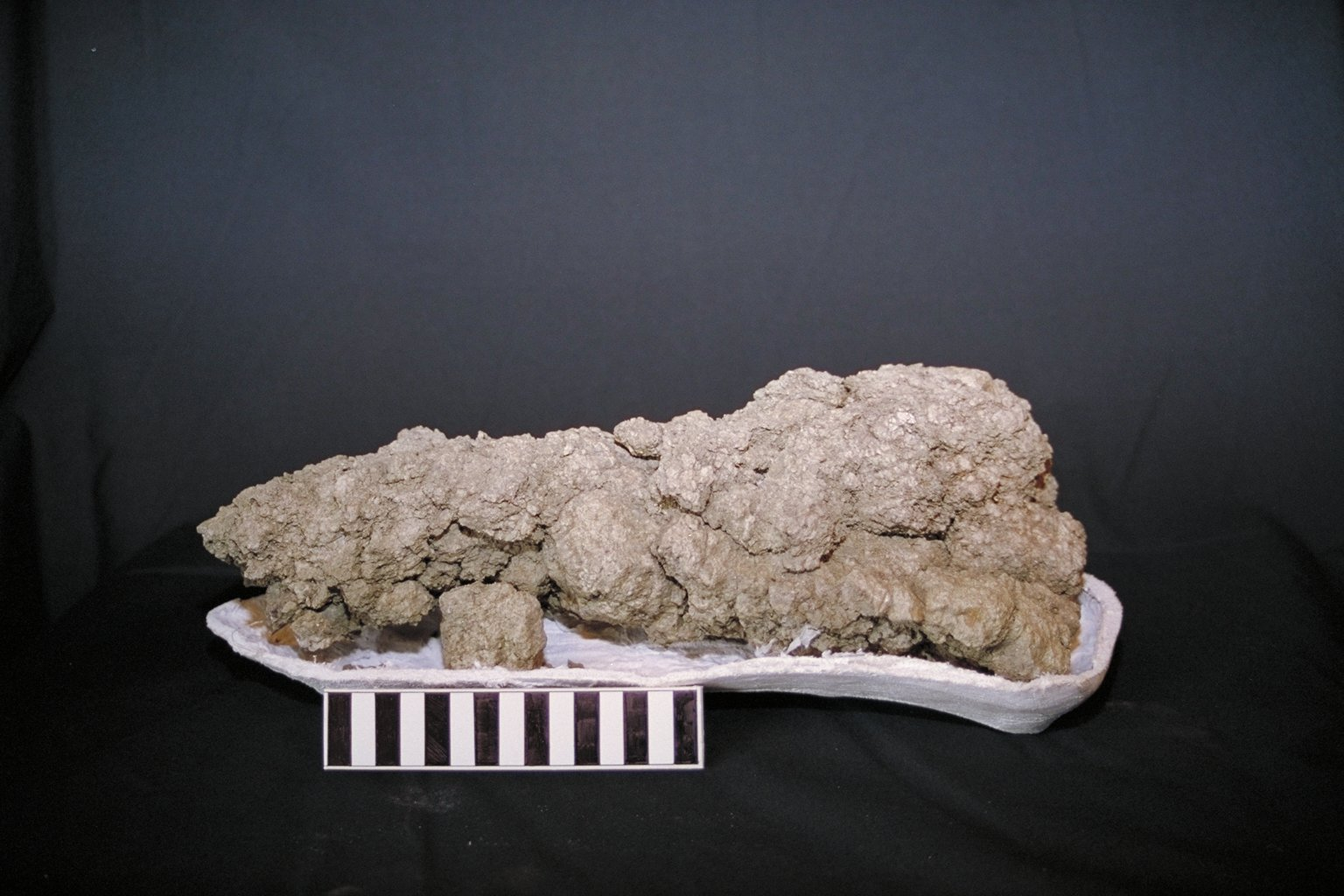
Coprólito de dinossauro carnívoro, datando do Mesozóico, com milhões de anos de idade.